# He Got Game (film)
Pour les articles homonymes, voir He Got Game.
Pour plus de détails, voir Fiche technique et Distribution.
He Got Game est un film américain réalisé par Spike Lee, sorti en 1998.
Le film reçoit de bonnes critiques mais n'est pas un succès au box-office. La sortie du film est accompagnée par la bande originale du groupe de rap Public Enemy, qui est un succès.

## Synopsis
En dernière année de lycée, le jeune Jesus Shuttlesworth est promis à un bel avenir dans le basket-ball. Il est sur le point de choisir sa future université. Jesus et sa sœur ont dû se prendre en charge seuls, après que leur père Jake a involontairement tué leur mère Martha, six ans plus tôt. Emprisonné dans le centre correctionnel d'Attica, Jake reçoit une proposition de la part du gouverneur de l’État : il a une semaine pour convaincre son fils d'intégrer l'université d’État « Big State », dont il est un fidèle admirateur. S'il échoue, il retournera à Attica. Hélas ce n'est pas si facile pour Jake. Jesus est le joueur le plus convoité du pays et subit un racolage insistant de la part des universités et même des agents, même si cela leur est interdit. De plus, il ne veut plus entendre parler de son père. Mais Jake veut à tout prix se racheter à ses yeux.

## Fiche technique

Le réalisateur Spike Lee est un grand fan de basket-ball, particulièrement des Knicks de New York

- Titre original et francophone : He Got Game
- Réalisation et scénario : Spike Lee
- Direction artistique : David Stein
- Casting : Aisha Coley
- Décors : Wynn Thomas
- Costumes : Sandra Hernandez
- Photographie : Ellen Kuras et Malik Hassan Sayeed
- Montage : Barry Alexander Brown
- Musique : Aaron Copland, chansons de Public Enemy
- Producteurs : Jon Kilik et Spike Lee
- Sociétés de production : Touchstone Pictures et 40 Acres & A Mule Filmworks
- Distribution : Touchstone Pictures (États-Unis), Opening Distribution (France)
- Budget : 25 000 000 $
- Pays d’origine : États-Unis
- Langue originale : anglais
- Format : couleur - 1.85:1 - 35 mm
- Genre : drame sportif
- Durée : 134 minutes
- Dates de sortie[1] :

 États-Unis : 1er mai 1998
 France : 7 juin 2000

## Distribution
Légende : Doublage de 1998 / Redoublage de 2022
- Denzel Washington (VF : Emmanuel Jacomy / Jean-Baptiste Anoumon) : Jacob « Jake » Shuttlesworth
- Ray Allen (VF : Lucien Jean-Baptiste / Baptiste Marc) : Jesus Shuttlesworth
- Kim Director (VF : Garance Thénault) : Lynn
- Milla Jovovich (VF : Barbara Kelsch / Victoria Grosbois) : Dakota Burns
- Rosario Dawson (VF : Laurence Crouzet / Esthèle Dumand) : Lala Bonilla
- Hill Harper (VF : Yves Letzelter) : Coleman « Booger » Sykes
- Zelda Harris (VF : Chantal Macé / Jaynelia Coadou) : Mary Shuttlesworth
- Ned Beatty (VF : Hervé Bellon) : Warden Wyatt
- Jim Brown (VF : Jean-Michel Farcy / Rody Benghezala) : Spivey
- Thomas Jefferson Byrd (VF : Mike Fédée) : « Gentillesse » (Sweetness en VO)
- Joseph Lyle Taylor (VF : Brice Ournac) : Crudup
- Bill Nunn (VF : Marc Alfos / Frantz Confiac) : Oncle Bubba
- Michele Shay (VF : Cathy Cerdà / Ethel Houbiers) : Tante Sally
- Roger Guenveur Smith (VF : Lionel Henry / Diouc Koma) : « Big Time » Willie
- John Turturro (VF : Michel Mella / Laurent Natrella) : le coach Billy Sunday
- Travis Best (VF : Constantin Pappas / Alex Fondja) : Sip Rodgers
- Walter McCarty (VF : Stéphane Ronchewski / Mohad Sanou) : Mance
- Chasey Lain (VF : Emmanuelle Bodin) : Buffy
- John Wallace (VF : Eilias Changuel) : Lonnie
- Rick Fox (VF : Pierre-François Pistorio / Vincent Touré) : Chick Deagan
- Al Palagonia (VF : Jacques Bouanich / Gabriel Bismuth-Bienaimé) : Dom Pagnotti
- Leonard Roberts (VF : Philippe Dumond) : D'Andre Mackey
- Lonette McKee (VF : Emmanuelle Rivière) : Martha Shuttlesworth
- Arthur J. Nascarella (en) (VF : Serge Faliu) : Coach Cincotta
- Jennifer Esposito : Madame Janus
- Jade Yorker (VF : Stéphanie Lafforgue / Aloïs Le Labourier Tiêu) : Jesus Shuttlesworth (à 12 ans)
- Tiffany Jones : Buffy
- Jill Kelly (VF : Soizic Fonjallaz) : Suzie
- Shaquille O'Neal : lui-même
- Michael Jordan : lui-même
- John Thompson : lui-même
- Scottie Pippen : lui-même
- Charles Barkley : lui-même
- Reggie Miller : lui-même
- Bill Walton : lui-même
- Rick Pitino : lui-même
- Nolan Richardson : lui-même
- George Karl : lui-même

## Production

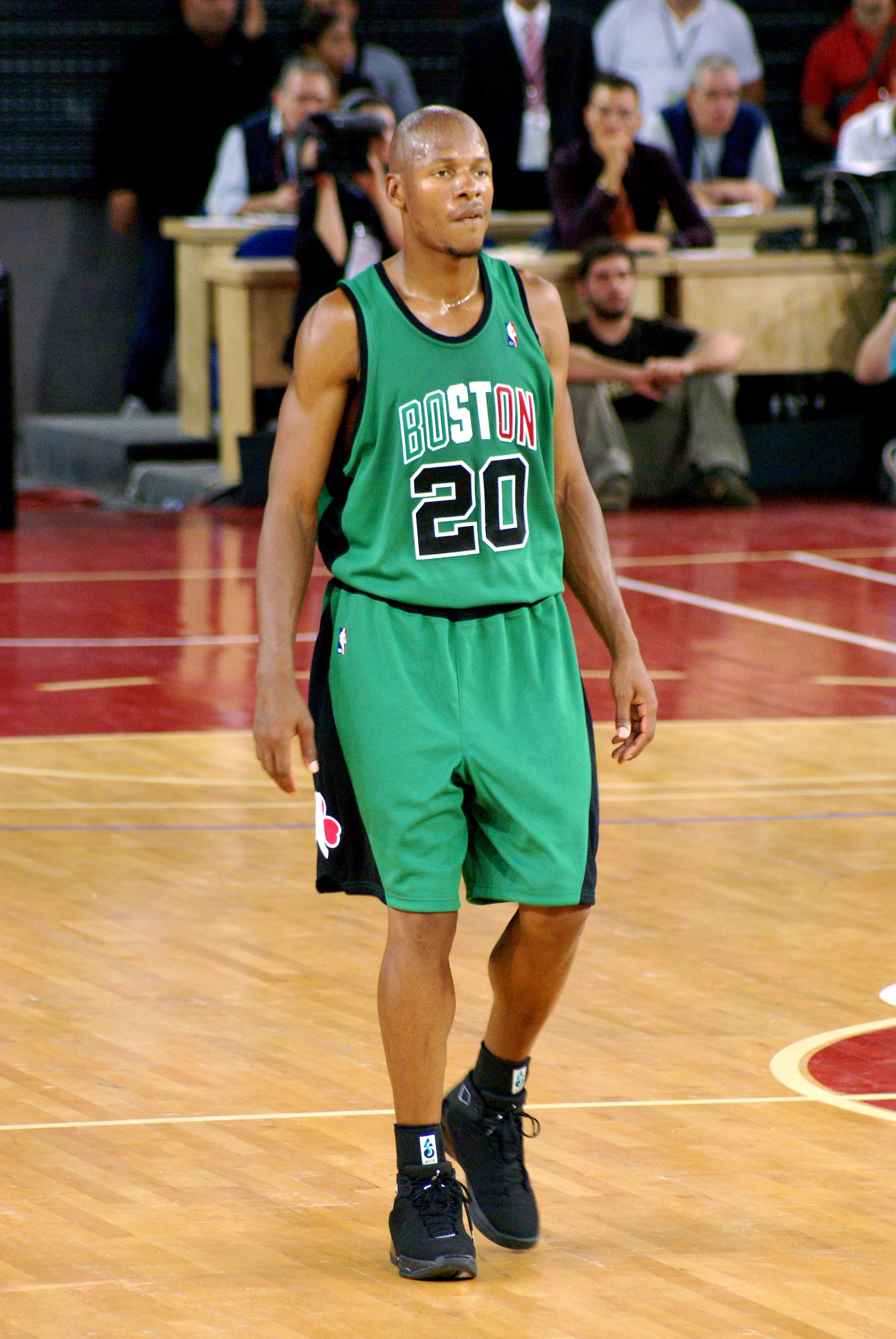
Le joueur professionnel Ray Allen, ici en 2007

### Attribution des rôles
Pour le rôle de Jesus Shuttlesworth, Spike Lee souhaite un joueur de basket-ball professionnel. Il établit ainsi une liste de joueurs de la NBA pouvant être crédibles dans la peau d'un joueur en dernière année de lycée (High school). Le premier choix du réalisateur est Kobe Bryant, qui apprécie le script. Cependant, après une lourde défaite des Lakers face au Jazz de l'Utah lors des playoffs NBA 1997, le joueur préfère se concentrer sur un programme d'entrainement avant la reprise de la saison suivante et décline le projet. Spike Lee rencontre et auditionne plusieurs autres joueurs. Il trouve Tracy McGrady trop réservé, n'est pas impressionné par la prestation d'Allen Iverson et ne parvient pas à trouver un terrain d'entente avec les entourages de Kevin Garnett et Stephon Marbury. Travis Best, Walter McCarty et Rick Fox sont auditionnés et apparaitront finalement dans des rôles secondaires. Spike Lee rencontre Ray Allen à la mi-temps d'un match de son équipe des Bucks de Milwaukee contre les Knicks de New York (l'équipe favorite du réalisateur). Le joueur accepte la proposition mais n'ayant jamais joué dans un film, il prend des cours durant 8 semaines avant le tournage,.
Spike Lee, qui tenait souvent des rôles dans ses précédents films, ne joue pas ici.

### Tournage
Le tournage ne dure que 23 jours. Il a lieu à Chicago (quartier de Cabrini-Green, United Center, Near West Side, Montrose Beach),  en Caroline du Nord (College d'Elon, Charlotte Coliseum, Denton), à Brooklyn (Coney Island), dans le New Jersey (prison d'État de l'East Jersey), à Los Angeles et en Virginie.

## Bande originale
La bande originale contient des chansons du groupe de rap Public Enemy. Le titre phare est He Got Game, qui contient un sample de For What It's Worth de Buffalo Springfield.
L'album connait un bon succès aux États-Unis : il s'écoule à 46 282 copies la première semaine et atteint la 26e place du Billboard 200.
Il s'agit de la première collaboration de Spike Lee avec le compositeur Aaron Copland. Auparavant, il ne travaillait qu'avec son père Bill Lee puis Terence Blanchard.

## Accueil
Le film reçoit globalement de bonnes critiques. Sur l'agrégateur américain Rotten Tomatoes, il récolte 81% d'opinions favorables pour 63 critiques et une note moyenne de 6,87⁄10. Sur Metacritic, il obtient une note moyenne de 64⁄100 pour 21 critiques.
En France, le film obtient une note moyenne de 3,2⁄5 sur le site AlloCiné, qui recense 15 titres de presse.
Produit pour 25 millions de dollars, le film ne récolte que 21 567 853 $ aux États-Unis et au Canada. Le film n'est ainsi pas un succès commercial. Il avait cependant réalisé un très bon premier week-end d'exploitation sur le sol américain : projeté dans 1 319 salles, il avait récolté 7 610 663 $ et s'était classé à la première place du box-office de cette semaine, une première dans la carrière de Spike Lee. En France, il n'attire que 22 212 spectateurs en salles

## Nominations
- Acapulco Black Film Festival 1999 : meilleur acteur pour Denzel Washington, meilleur réalisateur pour Spike Lee, meilleur scénario pour Spike Lee, meilleur film, meilleure bande originale[13]
- NAACP Image Awards 1999 : meilleur acteur pour Denzel Washington, meilleure jeune actrice pour Zelda Harris, meilleur film
- MTV Movie Awards 1999 : meilleure révélation masculine pour Ray Allen

## Projet de suite
Ray Allen et Spike Lee ont un temps évoqué l'idée d'une suite, dans laquelle Jesus Shuttlesworth serait à la fin de sa carrière professionnelle. Lors d'un match avec le Heat de Miami, Ray Allen porte un maillot floqué J. Shuttlesworth. Spike Lee poste une image du match sur son compte Instagram. Le projet ne voit finalement pas le jour.